# پیام مردم
پیام‌ مردم نام هفته‌نامه‌ای دو زبانه و به زبانهای کردی و فارسی است. این نشریه در نیمه اول دههٔ هشتاد در تهران و مناطق کردنشین ایران شامل استانهای آذربایجان غربی، ایلام، کردستان، کرمانشاه و قسمتهایی از همدان و لرستان منتشر می‌شد. دورهٔ فعالیت این هفته‌نامه محدود به نیم‌سال دوم ۱۳۸۲و سه‌ماهه اول ۱۳۸۳بود.

## خط‌مشی
پیام‌ مردم با روش اطلاع‌رسانی، خبری، تحلیلی و پژوهشی در زمینه‌های سیاسی، فرهنگی، اجتماعی و اقتصادی فعالیت می‌کرد. این نشریه فارغ از سانسورهای دستوری مسائل و موضوعاتی نظیر حقوق‌بشر و نقض آن، حقوق کردها، حقوق اقلیتها، حقوق زنان و نقض این حقوق را به‌طور جدی مطرح می‌نمود و کارگروه و بخش‌های ویژه‌ای برای این موضوعات داشت.

## بخش‌ها
پیام‌ مردم دارای بخشهای سیاسی، مدنی، اجتماعی، فرهنگی، اقتصادی، حقوق‌بشر، زنان، گزارش، ادبی و تاریخ بود که عمده مطالب این بخشها در بخش فارسی نشریه منتشر می‌شد. البته بخش کردی پیام مردم به نام «ده‌نگی گه‌ل» نیز مجموعه مختصرتری از بخش‌های یاد شده و زبان و ادبیات کردی را در بر می‌گرفت

## دبیران
امید بیگی‌زاده، فاضل شریعتی، اجلال قوامی، تونیا کبودوند، شوبو بیگیزاده، بیان علیرمایی، کاوه حسین‌پناهی، و آرش صالح از دبیران بخش‌های فرهنگی، اجتماعی، سیاسی، زنان، مدنی، اقتصادی، ادبی، تاریخ، و گزارش بودند و محمدصدیق کبودوند که خود مدیرمسئول و سردبیر بود، دبیری بخش حقوق بشر را نیز به عهده داشت. اعضا هیئت تحریریه و همکاران پیام مردم از افرادی عموماً جوان و بعضاً داوطلب و آزاد ترکیب یافته بود.

## توقیف
هفته‌نامه پیام‌ مردم پس از انتشار ۱۳ شماره با شکایت وزارت اطلاعات و حکم دادگاهی در کردستان به محاق توقیف رفت و محمدصدیق کبودوند صاحب‌امتیاز و مدیرمسئول این هفته‌نامه نیز بازداشت و راهی زندان شد.

## اتهامات
وزارت اطلاعات با طرح اتهاماتی از قبیل نشر اکاذیب با قصد تشویش و تحریک افکار عمومی، طرح مسائل قومی و نژادی،ایراد اتهام به دولت جمهوری‌اسلامی ایران مبنی بر ترور رهبران احزاب مخالف دولت و انتشار گزارشهای نادرست مبنی بر وجود شکنجه در زندانهای ایران، علیه صاحب‌امتیاز و مدیرمسئول پیام‌ مردم اقامه دعوا نمود.

## محکومیت
دادگاه کردستان محمدصدیق کبودوند را به یک سال حبس بابت تشویش نمودن اذهان مردم، شش ماه حبس تعزیری و پنج سال محرومیت از فعالیت روزنامه‌نگاری به جهت طرح مسائل قومی و نژادی کردی محکوم نمود. دادگاه هم چنین به علت دفاع کبودوند از خط‌مشی و رویکرد و فعالیت گذشته پیام‌ مردم، حکم به لغو امتیاز این روزنامه داد.